# Tauragė
Tauragė (en allemand : Tauroggen) est une ville industrielle de Lituanie, le centre administratif de l’apskritis de Tauragė et le chef-lieu de la municipalité du district de Tauragė. Sa population est d'environ 21 000 habitants. 

## Géographie
Tauragė se situe dans le sud de la région de Samogitie sur la rivière Jūra, près de la frontière russe (oblast de Kaliningrad) et non loin de la mer Baltique. 
La route magistrale 12, une section de la route européenne 77 reliant Riga et Kaliningrad, traverse la commune.

## Histoire

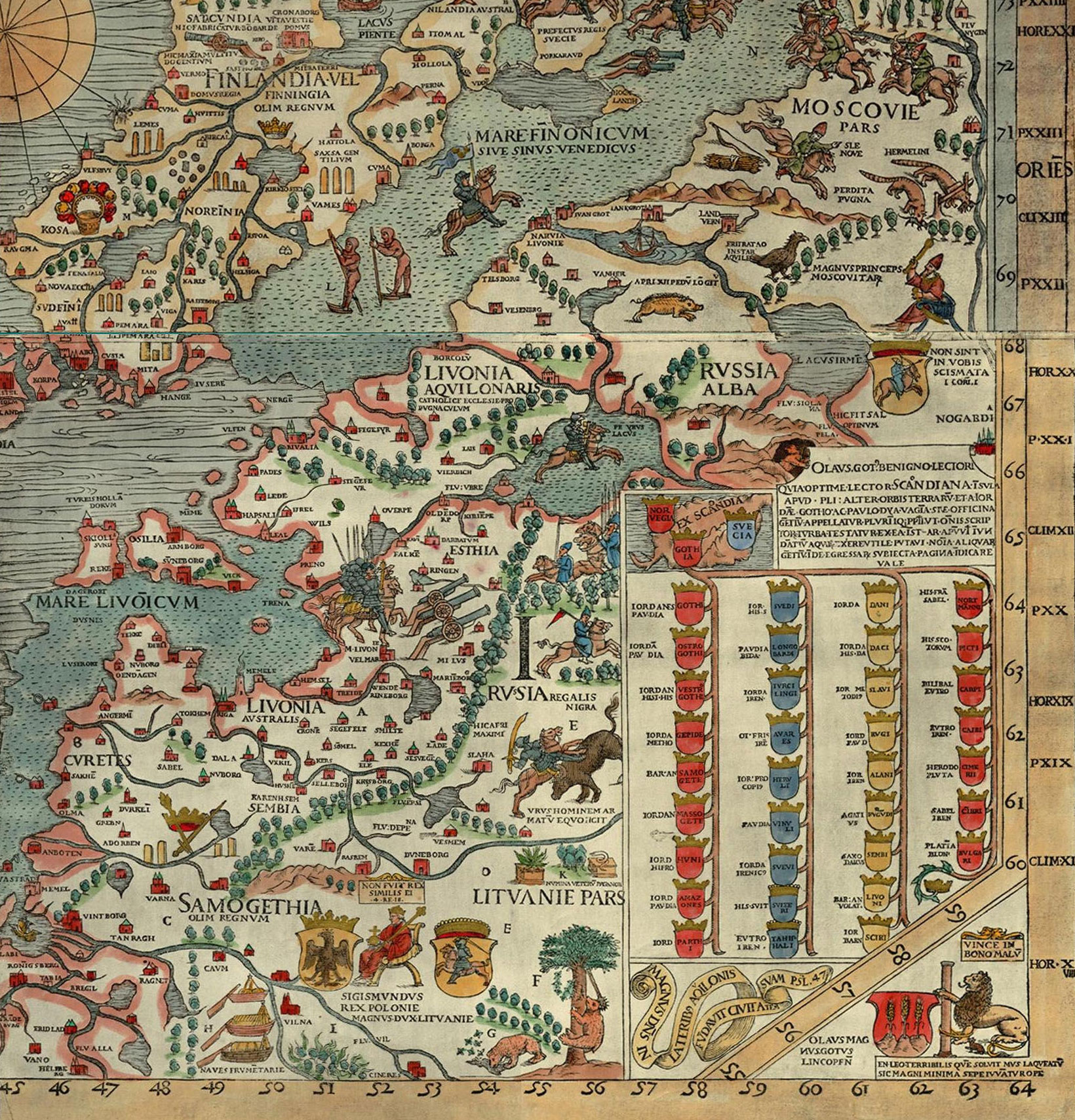
Taurage nommé Tan Ragh sur la carte de Carta Marina de 1539

Mentionné pour la première fois en 1507, le lieu fut une enclave de l'État de Brandebourg-Prusse au sein du duché de Samogitie (république des Deux Nations), après que le margrave Louis, fils cadet du « Grand Électeur » Frédéric-Guillaume Ier de Brandebourg, avait épousé la princesse Louise-Caroline Radziwiłł en 1681. Retourné à la Rzeczpospolita en 1793, il devint néanmoins russe au cours du troisième partage de la Pologne deux ans plus tard. 

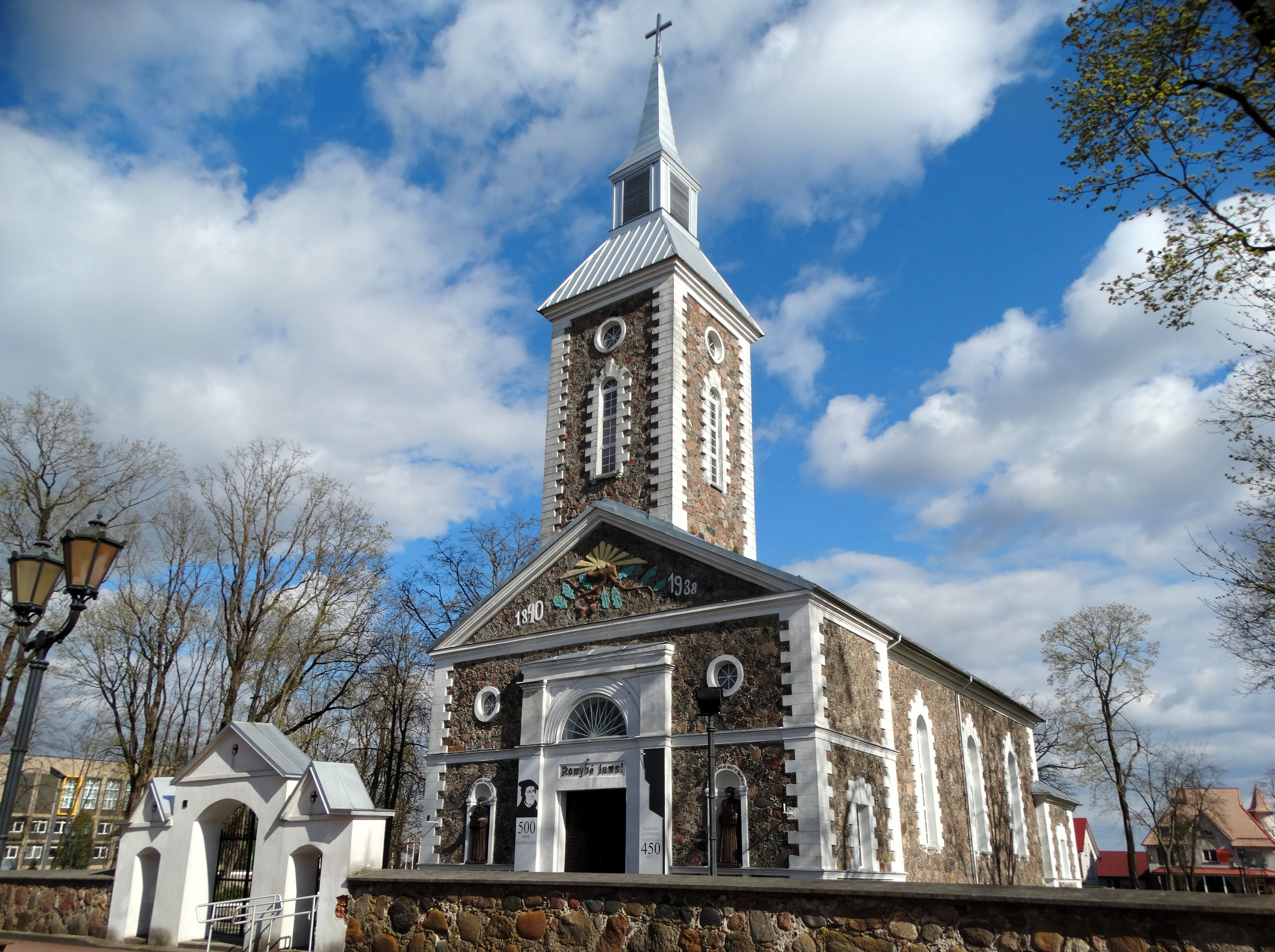
Église protestante.

Le 30 décembre 1812, la convention de Tauroggen y fut signée entre le lieutenant général prussien Ludwig von Yorck et le major général de l'Empire Russe d'origine allemande Hans Karl von Diebitsch : cette convention marque le début du retournement d'alliance de la Prusse contre Napoléon Ier et de la campagne d'Allemagne de 1813.
Occupée par les Allemands après la seconde bataille des lacs de Mazurie pendant la Première Guerre mondiale, elle est secouée par des troubles révolutionnaires en 1918-1919 et fait partie de la nouvelle Lituanie indépendante en 1920. À nouveau occupée par les Allemands au cours de l'opération Barbarossa en 1941, le 2 juillet, des hommes de la Gestapo et du Sicherheitsdienst assassinent 133 hommes de la ville dans une exécution de masse, principalement des juifs et quelques communistes. 
Reconquise par l'Armée rouge, elle fait partie de l'Union soviétique et de la république socialiste soviétique de Lituanie, jusqu'en 1991, à l'indépendance de la nouvelle république de Lituanie. Tauragė reçut le titre de cité en 1932 et son blason en 1997.

## Curiosités
Plusieurs bâtiments de la ville ont de l’importance, dont le palais néogothique des Radziwiłł, le « château » (qui abrite aujourd’hui une école et le musée régional "Santaka"). Honoré de Balzac y a séjourné avec la Comtesse Hanska en 1843. Les édifices religieux les plus importants sont ; l'église luthérienne (1843), l'église l’orthodoxe (1853) et l'église catholique (1904). La ville possède aussi une manufacture de céramique.

## Jumelages
| Ville | Ville             | Pays | Pays      | Période                     |
| ----- | ----------------- | ---- | --------- | --------------------------- |
|       | Bełchatów         |      | Pologne   |                             |
|       | Bytów             |      | Pologne   |                             |
|       | Karlovac          |      | Croatie   |                             |
|       | Ostróda           |      | Pologne   |                             |
|       | Považská Bystrica |      | Slovaquie |                             |
|       | Riedstadt         |      | Allemagne |                             |
|       | Ternopil          |      | Ukraine   | depuis le 28 septembre 2015 |
|       | Zestafoni         |      | Géorgie   |                             |

## Personnalités liées à la ville
- Mari Aldon (1925-2004), actrice ;
- Remigijus Šimašius (né en 1974), homme politique ;
- Ernestas Šetkus (né en 1985), footballeur.

## Honneur
L'astéroïde (386056) Taurage est nommé en son honneur.